# John M. Clayton
John M. Clayton (n. 24 iulie 1796 - d. 9 noiembrie 1856) a fost un politician american, Secretar de Stat al Statelor Unite între 1853 și 1856.